# 蕭駿
蕭駿（6世紀—6世紀），字德款，南蘭陵郡蘭陵縣（今江蘇省常州市武進區）人，南朝梁宗室，長沙宣武王蕭懿之孫，臨汝靈侯蕭淵猷之子。

## 生平
蕭駿初以宗室身份例封南安鄉侯，後擔任尚書殿中郎、超武將軍。
太清二年（548年），侯景之亂爆發。十一月，征討大都督、邵陵王蕭綸率領蕭駿等人以馬步三萬，從京口出發，直據鍾山，以征討侯景。侯景的部屬見此大為驚駭，準備乘船逃散，分遣萬餘人抵禦蕭綸。蕭綸大破侯景的軍隊，斬首千餘級。第二天，侯景又在覆舟山之北陳兵，蕭綸亦列陣以待之，雙方處於對峙狀態。到了傍晚，侯景率軍隊返還，蕭駿率數十騎追擊侯景，卻被擊退。當時趙伯超陳兵於玄武湖之北，眼見蕭駿情勢緊急而不赴援，直接率軍前進，因而導致軍隊潰亂，最終被侯景擊敗。
太清三年（549年），建康城被侯景攻陷，蕭駿受到侯景部將任約的禮遇。蕭駿後因謀劃召喚鄱陽嗣王蕭範襲擊任約而被其殺害。

## 個性
蕭駿善草隸、工文章，後又習武，膂力絕人，與邵陵王蕭綸之子永安侯蕭確相類似。